# William H. Seward
William Henry Seward (født 16. maj 1801 i Florida, New York i USA, død 10. oktober 1872 i Auburn i New York) var en amerikansk politiker og udenrigsminister.
Han studerede ved Union College i Schenectady. Han giftede sig i 1824 med Frances Adeline Miller og parret fik seks børn, hvoraf et adoptivbarn. Før Seward blev politiker arbejdede han som advokat.
Han var guvernør i New York i perioden 1839-1842 for Whig-partiet. Han var indvalgt senator i USA's senat fra New York 1849-1861. Han blev her Whig-partiets leder for slaverimodstanderne. På grund af Whig-partiets nedgang gik han over til Det republikanske parti og blev indvalgt til senatet for en anden periode som republikaner.
Han gjorde tjeneste som USA's udenrigsminister i perioden 1861-1869 under præsidenterne Abraham Lincoln og Andrew Johnson. Han er mest kendt for købet af Alaska i 1867. I starten blev Alaska omtalt som Seward's Folly (Sewards galskab) og Seward's Icebox (Sewards isboks). Købet af Alaska fejres hvert år i delstaten Alaska på sidste mandag i marts og kaldes Seward's Day (Sewards dag).
Efter tiden som udenrigsminister rejste han jorden rundt, en rejse som varede i fjorten måneder og to dage (fra juli 1870 til september 1871). 